# Дубинський Анатолій Якович
Дубинський Анатолій Якович (нар. 31 березня 1934 — 31 жовтня 1993) — український правник, доктор юридичних наук, професор, заслужений діяч науки і техніки України. Київський національний університет внутрішніх справ.

## Науковий доробок
- У 1979 році, досліджуючи проблеми прийняття та виконання процесуальних рішень слідчого, заснував першу наукову школу на кафедрі кримінального процесу КВШ.
- У колі наукових інтересів Дубинського А.Я. знаходилися та розроблялися: історія становлення та розвитку кримінального процесу України, загальні положення досудового розслідування, процесуальне становище учасників кримінального процесу.
- Очолював спеціалізовану вчену раду.
- Автор понад 120 наукових праць.
- Під керівництвом Дубинського А. Я. підготовлено 16 кандидатів наук, серед яких Д.П. Письменний, О.І. Галаган, Ю.І. Азаров.[2]